# 日坂水柯
日坂 水柯（ひさか みか、6月 - ）は、日本の漫画家。岡山県出身。血液型A型。
かつては「谷村ゆず」「木村ま南」というペンネームを使用していた。同人誌で発表した作品を、白泉社より単行本化。

## 作品リスト

### 単行本
- 『レンズのむこう』（白泉社、2008年3月5日発行、ISBN 4592142691 ISBN 978-4592142690）
- 『めがねのひと』（白泉社、2008年3月5日発行、ISBN 4592142853 ISBN 978-4592142850）
- 『すきなひと』（『楽園 Le Paradis』白泉社、2009年 - 2012年、全2巻）
- 『数学ガール』（原作：結城浩、『コミックフラッパー』2008年 - 2009年、メディアファクトリー、全2巻） - 小説のコミカライズ
- 『白衣のカノジョ』 (『ビジネスジャンプ』→『グランドジャンプPREMIUM』→『グランドジャンプ』集英社、2010年 - 2017年、全6巻)
  1. 2011年7月19日発売、ISBN 978-4-08-879174-6
  2. 2012年5月18日発売、ISBN 978-4-08-879298-9
  3. 2013年3月19日発売、ISBN 978-4-08-879541-6
  4. 2013年12月19日発売、ISBN 978-4-08-879729-8
  5. 2014年11月19日発売、ISBN 978-4-08-890063-6
  6. 2017年5月19日発売、ISBN 978-4-08-890262-3

- 『むねのうちには』 (『comicブースト』幻冬舎コミックス)
  1. 2019年10月24日発行、ISBN 978-4-344-84541-1
  2. 2024年11月22日発売、ISBN 978-4-344-85505-2